# Comuna Târșolț, Satu Mare
Târșolț (în maghiară: Tartóc, în germană: Tarschholz) este o comună în județul Satu Mare, Transilvania, România, formată din satele Aliceni și Târșolț (reședința).

## Demografie
Componența etnică a comunei Târșolț
     Români (95,52%)
     Alte etnii (4,48%)
Componența confesională a comunei Târșolț
     Greco-catolici (58,49%)
     Ortodocși (32,87%)
     Romano-catolici (2,6%)
     Alte religii (1,46%)
     Necunoscută (4,58%)
Conform recensământului efectuat în 2021, populația comunei Târșolț se ridică la 3.079 de locuitori, în creștere față de recensământul anterior din 2011, când fuseseră înregistrați 3.059 de locuitori. Majoritatea locuitorilor sunt români (95,52%). Din punct de vedere confesional, majoritatea locuitorilor sunt greco-catolici (58,49%), cu minorități de ortodocși (32,87%) și romano-catolici (2,6%), iar pentru 4,58% nu se cunoaște apartenența confesională.

## Politică și administrație
Comuna Târșolț este administrată de un primar și un consiliu local compus din 13 consilieri. Primarul, Georgel-Grigore-Florin Doroș[*], de la Partidul Național Liberal, este în funcție din 1 noiembrie 2024. Începând cu alegerile locale din 2024, consiliul local are următoarea componență pe partide politice:
|  | Partid                          | Consilieri | Componența Consiliului | Componența Consiliului | Componența Consiliului | Componența Consiliului | Componența Consiliului | Componența Consiliului |
|  | ------------------------------- | ---------- | ---------------------- | ---------------------- | ---------------------- | ---------------------- | ---------------------- | ---------------------- |
|  | Partidul Național Liberal       | 6          |                        |                        |                        |                        |                        |                        |
|  | Partidul Social Democrat        | 2          |                        |                        |                        |                        |                        |                        |
|  | Partidul PRO România            | 1          |                        |                        |                        |                        |                        |                        |
|  | Partidul Patrioților            | 1          |                        |                        |                        |                        |                        |                        |
|  | Alianța pentru Unirea Românilor | 1          |                        |                        |                        |                        |                        |                        |
|  | Uniunea Salvați România         | 1          |                        |                        |                        |                        |                        |                        |
|  | Forța Dreptei                   | 1          |                        |                        |                        |                        |                        |                        |